# Агрохімія
Агрохі́мія (агрономічна хімія) — наука, завданням якої є вивчення колообігу речовин у землеробстві і виявлення таких заходів впливу на хімічні й біологічні процеси, що відбуваються в ґрунті та рослині, які сприяють підвищенню врожайності сільськогосподарських культур і поліпшенню якості сільськогосподарської продукції.

## Загальна характеристика
Агрохімія (з агрономічних проблем) — галузь науки, яка вивчає кругообіг речовин у системі «ґрунт — рослина — добрива», а також їхній вплив на якість сільськогосподарської продукції та проблеми охорони довкілля в зоні ведення аграрного сектора. Агрохімічні дослідження стосуються питань відтворення родючості ґрунтів, високоефективного використання мінеральних, органічних добрив, мікроелементів на фоні інших засобів хімізації, вивчення агрохімічної, економічної, енергетичної й екологічної ефективності добрив, їхніх фізико-хімічних та агрохімічних властивостей, організації системи хімізації галузей АПК та управління агроценозами.
Агрохімія є науковою основою хімізації сільського господарства. Вона розвивається під впливом вимог землеробства і покликана сприяти підвищенню його культури. Агрохімія застосовує у своїх дослідженнях методику хімічного аналізу рослин, ґрунту й добрив, широко користується методами лабораторного і польового досліду, мічених атомів, спектроскопії й хроматографії.

## Розділи
Основні розділи агрохімії:
- живлення рослин, хімія ґрунту і добрив,
- взаємодія добрив з ґрунтом та мікроорганізмами,
- застосування добрив під окремі рослини,
- система удобрення в сівозміні,
- методика агрохімічних досліджень,
- хімічні засоби боротьби з бур'янами, хворобами та шкідниками сільськогосподарських культур.

## Історія

### Зародження агрохімії
Початок вивченню круговороту речовин у землеробстві був покладений у 30-х рр. 19 ст. французьким ученим Жаном Батістом Буссенго. Він встановив, що конюшина і люцерна здатні збагачувати ґрунт на азот. У 1866 російський учений Михайло Воронін відкрив, що азот нагромаджується в бульбочках, які утворюються на коренях рослин під впливом життєдіяльності мікроорганізмів. Німецький агрохімік Герман Гельрігель остаточно встановив, що азот повітря засвоюють мікроорганізми, які живуть у бульбочках на коренях бобових рослин. Німецький учений Юстус фон Лібіх (1840) створив теорію мінерального живлення рослин, яка відіграла велику роль у розвитку уявлень про живлення рослин і про добрива.

### Агрохімія в Російській імперії
У Росії розвиток агрохімії зв'язаний з працями О. М. Енгельгардта (1888) по використанню фосфоритного борошна; Д. І. Менделєєва — ініціатора вивчення в ґрунтових умовах ефективності кісткового борошна, суперфосфату і вапна; А. Є. Зайкевича (1888), який запропонував рядковий спосіб внесення суперфосфату; П. А. Костичева (1884), автора першого посібника з агрохімії. Великий вплив на розвиток агрохімії зробив К. А. Тімірязєв. У 90-х рр. 19 ст. за його пропозицією були збудовані перші вегетаційні будиночки, в яких ставились досліди по вивченню живлення рослин та їх удобрення. Відкриття наприкінці 19 ст. великих покладів фосфоритів дало новий поштовх розвитку агрохімії. Була доведена можливість безпосереднього застосування розмелених фосфоритів як добрива і використання їх для вироблення суперфосфату. Велика заслуга в цьому належить радянському агрохіміку Д. М. Прянішнікову, а також П. С. Коссовичу.

### Агрохімія в СРСР
Після революції розпочався новий етап у розвитку агрохімії. Індустріалізація країни і колективізація на селі викликали необхідність широкої хімізації землеробства. Незабаром після революції було створено Комітет по хімізації народного господарства, в 1919 — науковий інститут добрив, у 1928 — кафедри агрохімії при ряді вищих навчальних сільськогосподарських закладів. В 1931 у складі Всесоюзної академії сільськогосподарських наук організовано Всесоюзний науково-дослідний інститут добрив, агротехніки і агроґрунтознавства. Перед інститутом та іншими науковими установами було поставлено завдання вивчити ефективність мінеральних і органічних добрив у різних ґрунтово-кліматичних та виробничих умовах і на цій основі розробити принципи раціонального розміщення і застосування добрив.

### Агрохімія в Україні
В Україні важливі агрохімічні дослідження були проведені на дослідних полях, на дослідних станціях, в університетах, вищих навчальних сільськогосподарських закладах і в науково-дослідних установах. Зокрема, було встановлено ефективність на чорноземах мінеральних добрив, особливо фосфорних, і вивчено динаміку поживних речовин у ґрунті. Було розв'язано важливі проблеми біологічної фіксації в ґрунті елементів живлення, вивчено склад гною, компостів і умови їх застосування, досліджено закономірності надходження до різних рослин поживних речовин.
Вперше було встановлено, що цукрові буряки засвоюють поживні речовини протягом усього періоду вегетації. В УРСР спочатку для зони бурякосіяння, а тепер для всіх зон складено карти ґрунтів, вивчено ефективність зелених і різних форм мінеральних добрив, налагоджено виробництво гранульованого манганізованого суперфосфату, розроблено метод осолонцювання ґрунтів звичайними калійними солями і сильвінітом. Велика увага приділяється гіпсуванню солонцюватих і вапнуванню дерново-підзолистих ґрунтів. Інститутом фізіології рослин і агрохімії АН УРСР (тепер Інститут фізіології рослин і генетики НАН України) розроблено і запропоновано використання відходів буровугільної промисловості для регулювання живлення рослин і підвищення якості біологічно збагачених на азот компостів і звичайного гною.

## Напрямки досліджень
Напрямки досліджень:
- Теоретичні моделі процесів живлення й удобрення сільськогосподарських культур.
- Теоретичні та практичні основи системи застосування добрив.
- Вивчення механізму засвоєння, трансформації поживних речовин ґрунту й добрив, розроблення методів і способів регулювання умов живлення, формування врожаю.
- Теоретичне обґрунтування агрохімічного забезпечення хімізації галузей АПК.
- Агрохімічне й екологічне обґрунтування процесів розроблення, використання та встановлення ефективності нових видів, форм добрив.
- Теоретичне й експериментальне обґрунтування впливу фізико-хімічних, агрохімічних та біологічних властивостей ґрунтів на врожайність, якість і збереження сільськогосподарської продукції.
- Теоретичне обґрунтування рівня ефективності добрив та інших засобів хімізації при їх тривалому застосуванні.
- Сортогенетичні, біологічні особливості живлення й удобрення сільськогосподарських культур.
- Розроблення та вдосконалення методів встановлення оптимальних норм добрив, прийомів програмування врожайності й оптимізації живлення рослин.
- Розроблення і вдосконалення методів агрохімічних досліджень і проведення агрохімічного, екологічного моніторингу ґрунтів.
- Розроблення теоретичних та експериментальних моделей для обґрунтування процесів відтворення родючості ґрунтів.
- Вивчення закономірностей, практичне здійснення формування екологічно стійких агроландшафтів. Виділення екологічно чистих регіонів і виробництво чистої продукції рослинництва.
- Розроблення нових та вдосконалення наявних агрохімічних методів зменшення вмісту радіонуклідів у ґрунті та їх надходження до сільськогосподарських рослин.